# 蒂娜·古斯塔夫松
蒂娜·古斯塔夫松（瑞典語：Tina Gustafsson，1962年9月30日—），瑞典女子游泳运动员，主攻自由泳。她曾代表瑞典参加1980年夏季奥林匹克运动会游泳比赛，获得女子4×100米自由泳接力银牌。